# 劉楚先
劉楚先（1545年—1627年），字子良，号衡野，湖廣荊州府江陵縣人，民籍，明朝政治人物。

## 生平
居近宋状元畢漸故宅，一夕家人夢見畢漸来謁，而楚先適好出生。少为同乡张居正所賞異。隆慶元年丁卯科舉人湖廣鄉試第四十七名。隆慶五年（1571年）辛未科會試第三百三十四名，第三甲第一百九十三名進士。改庶吉士，萬曆元年（1573年）授翰林院檢討，四年六月充《大明会典》纂修官，十年四月升修撰，管理诰敕，十三年二月充经筵讲官，十五年二月以大典告成，升司經局洗馬兼修撰，十六年主考應天乡试，十七年八月升右春坊右庶子兼翰林院侍读，经筵讲官如故，养病。二十一年升詹事府少詹兼侍读学士，二十二年正月升南京礼部右侍郎，四月改南吏部右侍郎，十月升礼部左侍郎兼侍读学士，二十三年教习庶吉士，六月充纂修正史副总裁，又与吏部左侍郎劉元震一同教习庶吉士，二十四年二月充经筵讲官，二十六年六月因妖書案罷官，回籍閑住。家居十六年，萬曆四十三年（1615年）起为吏部左侍郎，教习庶吉士，六月遷禮部尚書兼翰林院学士，暂管詹事府印务，教习庶吉士如故，四十四年二月充礼部会试主考，因梃击案調和神宗与群臣的矛盾，謂其老成，能断大事。未幾累疏乞歸。
熹宗初再起，不应，准加太子太保。魏忠贤乱政，楚先常扼腕长叹，至于流涕，家居十七年，年八十四卒。崇祯元年贈太子太傅，謚文恪。

## 家族
曾祖父劉悦，知府；祖父劉山，縣丞；父劉夢龍，母鄒氏。严侍下。弟士先、禮先。子劉啓祚、劉啓新（中书舍人）。